# مدولار بودن
مدولار بودن (انگلیسی: Modularity) یا ماژولار بودن به‌طور کلی درجه‌ای است که اجزای یک سیستم ممکن است از هم جدا شوند و دوباره ترکیب شوند، اغلب با استفاده از انعطاف‌پذیری و تنوع در استفاده. مفهوم «مدولاریت» در درجه اول برای کاهش پیچیدگی با شکستن یک سیستم به درجات مختلفی از وابستگی متقابل و استقلال و «پنهان کردن پیچیدگی هر بخش در پشت یک انتزاع و رابط» استفاده می‌شود. با این حال، مفهوم مدولار بودن را می‌توان به چندین رشته تعمیم داد که هر کدام تفاوت‌های ظریف خاص خود را دارند. علی‌رغم این تفاوت‌ها، مضامین سازگار در مورد سیستم‌های مدولار را می‌توان شناسایی کرد.